# Bobovec Tomaševečki
Bobovec Tomaševečki is een plaats in de gemeente Klanjec in de Kroatische provincie Krapina-Zagorje. De plaats telt 31 inwoners (2001).